# Iwan Dujczew
Iwan Dujczew (ur. 18 kwietnia 1907 w Sofii, zm. 1986) –  bułgarski historyk, bizantynolog. 

## Życiorys
W 1932 ukończył na uniwersytecie w Sofii studia historyczne. W latach 1932–1936 przebywał we Włoszech. Jego mistrzami byli Wasyl Złatarski i Silvio Giuseppe Mercati. Karierę na uniwersytecie w Sofii przewała mu decyzja władz komunistycznych nakazująca mu łącznie pracę w 1949 w Instytucie Historii Bułgarskiej Akademii Nauk (pracował tam do 1974 roku). Był cenionym wydawcą źródeł zwłaszcza z Góry Athos.

## Wybrane publikacje
- Slavia othodoxa, London 1972.
- Medioevo byzantino-slava, t. 1-3, Roma 1965-1975 (zbiór artykułów).

## Publikacje w języku polskim
- W 1110 lat od śmierci Konstantyna-Cyryla Filozofa, "Panorama Bułgarska" 1969, nr 5, s. 32-34.
- W 1100-rocznicę śmierci Konstantyna-Cyryla, "Panorama Bułgarska" 1979, nr 5, s. 6-9.
- Wpływ Bizancjum na kulturę Słowian po upadku imperium [w:] Chrześcijaństwo Rusi Kijowskiej, Białorusi, Ukrainy i Rosji (X-XVII wiek), red. Jerzy Kłoczowski, Kraków: PAU 1997, s. 107-124.